# Ninohe
Ninohe (二戸市; -shi) é uma cidade japonesa localizada na província de Iwate.
Em 2003 a cidade tinha uma população estimada em 27 340 habitantes e uma densidade populacional de 113,63  h/km². Tem uma área total de 240,61 km².
Recebeu o estatuto de cidade a 1 de Abril de 1972.